# Stripped (album Christiny Aguilery)
Stripped – trzeci anglojęzyczny album studyjny amerykańskiej wokalistki Christiny Aguilery, czwarte studyjne wydawnictwo w jej karierze. Krążek wydano w październiku 2002 roku.
Album odniósł umiarkowany sukces artystyczny, spotkał się za to z wielkim powodzeniem komercyjnym. Został nominowany do wielu nagród muzycznych, w tym Grammy Award za najlepsze żeńskie wykonanie piosenki pop oraz za piosenkę roku − w obydwu przypadkach nominowana do prestiżowego lauru była ballada "Beautiful". Płyta jest chwalona i polecana przez Roberta Dimery’ego w jego książce 1001 albumów, które musisz usłyszeć przed śmiercią.
W Polsce Stripped zyskał miano najlepiej sprzedającego się albumu muzycznego pierwszej połowy 2003 roku.

## Informacje o albumie
W wywiadzie udzielonym magazynowi Rolling Stone w 2001 roku, wypowiadając się na temat planowanego albumu, Christina Aguilera oświadczyła, że "chce nagrać płytę, która odzwierciedli jej osobowość najbardziej, jak będzie to możliwe". Dodatkowo, opisała nadchodzący album jako swoje dziecko. Stripped jest albumem o mocno emocjonalnym przesłaniu, dzięki któremu Aguilera rozlicza się z nieszczęśliwymi wydarzeniami ze swojej przeszłości: przemocą, którą w jej domu rodzinnym stosował ojciec, zdradliwymi partnerami i wykorzystywaniem przez nich, nieczystym światem show-biznesu. "Nagrywając Stripped nosiłam w sobie mnóstwo złości, agresji i negatywnej energii. Na albumie wyrzuciłam z siebie wszystkie te emocje, na które musiałam się zamknąć i stłumić je głęboko w sobie, gdy nagrywałam swój debiutancki krążek. Ten album uchronił mnie przed zwariowaniem, jest ekstremalnie osobisty, przelałam na niego cały jad, który krążył w moich żyłach i zatruwał mi umysł" − wyznała wokalistka. Odnosząc się do konceptu płyty, wykonawczyni podkreśliła jej "surowość i prawdziwość", dodając, że ma ona "obnażyć, kim tak naprawdę jest Christina Aguilera". W wywiadzie udzielonym telewizji MTV piosenkarka wyjaśniła genezę tytułu albumu, nawiązując do okresu promocji swojego pierwszego studyjnego wydawnictwa i ówczesnego wizerunku medialnego:

Byłam częścią wielkiego zjawiska popowego szaleństwa, prawdziwego fenomenu, stałam się przesłodzonym ciastkiem, ale wcale nim nie byłam; musiałam to zakończyć i trzymać się od tego wizerunku z dala. Dlatego nadałam dziełu tytuł "Stripped" (z ang. rozebrana − przyp.), ponieważ jest ono o byciu emocjonalnie zredukowanym i całkiem nagim, by móc otworzyć swoją duszę i serce".

Aguilera nagrała płytę na swoich warunkach, nie prosząc wytwórni, z którą była związana, o pozwolenie na nagranie tak uczuciowego krążka, a jedynie informując managera o swoich planach. Stripped nagrywano na przestrzeni jednego roku, pomiędzy 2001 a 2002. Powstawał w aż pięciu studiach nagraniowych rozmieszczonych na terenie Los Angeles, Nowego Jorku i Burbank: The Enterprise Studios (Burbank), Conway Recording Studios (Los Angeles), The Hit Factory (Nowy Jork), The Record Plant (Los Angeles) oraz RNG Recording Studios (Los Angeles).
Muzyka zawarta na albumie łączy w sobie różne, bardzo rozbieżne gatunki, od popu i miejskiego R&B, przez soul, hip-hop i funk, aż po głęboki rock. "Chciałam na tej płycie stworzyć old-schoolowe brzmienie w stylu Etty James i zmiksować je ze współczesnym hip-hopem. Myślałam o dźwiękach spod znaku Dr. Dre, nawet trochę Ol’ Dirty Bastard. Jill Scott miała na mnie duży wpływ, mimo iż jej dokonania są bardziej nowoczesne" − powiedziała Aguilera o stylu muzycznym Stripped. Piosenka Arethy Franklin "Ain’t No Way" była inpiracją dla utworu "Impossible". Powtarza się główny temat piosenki oraz pewne frazy, takie jak: "how can I, how can I, how can I give you all the things" u Franklin i "how can I, how can I give you all my love" u Aguilery, czy "ain't no way for me to love you, if you won't let me" w "Ain’t No Way", a "It’s Impossible to love you, if you don't let me know what you're feeling" w "Impossible" lub wers "it ain't no way for me to give you all you need" zmieniony na "It’s Impossible for me to give you what you need" u Aguilery.
Na krążku znalazło się łącznie dwadzieścia piosenek, z których cztery to intra. Aguilera do współpracy nad płytą Stripped zaprosiła plejadę uznanych artystów i producentów, między innymi raperów Redmana ("Dirrty") i Lil’ Kim ("Can’t Hold Us Down") czy gitarzystę Dave’a Navarro ("Fighter") − eks-członka formacji muzycznych Red Hot Chili Peppers i Jane’s Addiction.
Wśród nagranych na Stripped piosenek, które nie znalazły się na finalnie wydanym albumie, znajdują się: "I Will Be", "Miss Independent" (odrzut, nagrany później przez Kelly Clarkson), "Dame lo que yo te doy" (wersja hiszpańskojęzyczna "Get Mine, Get Yours") oraz "That’s What Love Can Do". Ostatni z tych utworów pojawił się na EP Justin & Christina (2003).

### Kompozycja i utwory
Zgromadzone na albumie Stripped piosenki łączą w sobie przede wszystkim elementy popu, rhythm and bluesa oraz soulu. Niektóre kompozycje czerpią z innych gatunków muzycznych: metalu, hip-hopu, rocka, rock and rolla czy muzyki latynoskiej. Wraz z wydaniem płyty Aguilera zerwała z teen-popowym wizerunkiem, który wykreowała w trakcie promocji swojego debiutanckiego albumu studyjnego, nabierając − jak sama stwierdziła − autentyczności. Artystka napisała niemal każdy zawarty na albumie utwór, większość wyprodukowała wokalnie. Była też generalną producentką nagrania "Dirrty".
Teksty większości piosenek z płyty poruszają kwestię poczucia własnej wartości, inne mówią o seksie i feminizmie. Album otwiera intro opisujące przemianę stylu muzycznego Aguilery. Wokalistka śpiewa w nim: "Wybaczcie, że mówię to, co mam na myśli; wybaczcie, że nie robię tego, czego chcecie". Następująca później kompozycja "Can’t Hold Us Down" miesza ze sobą gatunki R&B, hip-hopu i popu. Ostatnie sekundy nagrania skomponowane zostały w rytmach dancehallu. Nagrany przy współudziale raperki Lil’ Kim utwór stanowi feministyczny hymn dla kobiet, które czują się nieszanowane przez mężczyzn oraz spojrzenie Aguilery na równouprawnienie i podwójne standardy w społeczeństwie. Według sugestii, "Can’t Hold Us Down" skierowany jest do rapera Eminema. Trzecia zawarta na płycie piosenka, "Walk Away", jest zagraną na fortepianie balladą, gatunkowo stanowiącą połączenie soulu i rhythm and bluesa. Warstwa tekstowa utworu przytacza historię toksycznego związku emocjonalnego. "Fighter", kolejne nagranie, przynależy do gatunków pop-rocka oraz rocka alternatywnego. W tekście piosenki podmiot liryczny dziękuje osobie, która wyrządziła mu krzywdę, dochodzi do wniosku, że stał się lepszą osobą, wynosząc z negatywnych doświadczeń odpowiednią naukę. Następuje trwające pięćdziesiąt trzy sekundy interludium "Primer Amor Interlude", poprzedzające utwór "Infatuation", inspirowany muzyką flamenco. Zaaranżowana w rytmach latin-popu piosenka dotyczy tytułowego zauroczenia czy też pierwszej miłości Aguilery. Kolejne interludium nosi tytuł "Loves Embrace Interlude" i trwa czterdzieści sześć sekund. Utwór #8, "Loving Me 4 Me", to romantyczna ballada, wpisująca się w konwencję klasycznego R&B. W piosence Aguilera śpiewa: "Zostaliśmy sobie przeznaczeni, ale tym, co najbardziej trzyma mnie przy tobie, jest fakt, że kochasz mnie za to, jaka jestem".
Kolejną pozycją na trackliście jest utwór z pogranicza piano popu i soulu, "Impossible", zaaranżowany i wyprodukowany przez wokalistkę Alicię Keys. Tekst piosenki traktuje o szczerości i przejrzystości w związku uczuciowym; podmiot liryczny twierdzi, że niemożliwe jest ofiarować swoją miłość osobie, która nie potrafi odpłacić się tym samym. Dziesiątym zawartym na albumie nagraniem jest "Underappreciated". Rhythm and bluesowa kompozycja dotyczy bólu po zakończeniu związku miłosnego, uczucia bycia niedocenionym. Singlowa ballada "Beautiful", piosenka #11, nagrana została jako hołd dla ludzi samotnych, odrzuconych i nieszczęśliwych. Według wykonawczyni, utwór nawołuje do szukania siły we własnych niedoskonałościach. Terry Young Jr., pracownik The Hampton Institute, oddziału Uniwersytetu w Hampton, uznał, że treść piosenki "odrzuca standardy piękna, nałożone na kobiety, a także pozwala młodzieży wierzyć, że bycie innym jest w porządku". "Make Over" łączy w sobie komponenty właściwe salsie, dance-rockowi, garage rockowi oraz surf rockowi. W kolejnych wersach buntowniczej piosenki Aguilera śpiewa: "Chcę żyć łatwo i w wolności, chcę uciec; zachowaj swoje pieprzenie na kiedy indziej". "Cruz" to ballada rockowa o odejściu w inne miejsce, poszukiwaniu lub spełnianiu nowych celów. Fragment tekstu utworu brzmi: "Wyjeżdżam dziś, wyjeżdżam, by dokonać zmian; jednak będę tęsknić, myślę, że pewnego dnia naprawdę zatęsknię". "Soar" jest multiinstrumentalną, popową balladą o optymistycznym przesłaniu. Wykonawczyni śpiewa w niej o tym, by nie ulegać presji innych, dążyć do realizacji własnych marzeń.
Tematem dwóch następnych piosenek jest wolność seksualna, w swej treści oba nagrania bez skrępowania odwołują się do seksu lub fetyszyzmu. Tytuł "Get Mine, Get Yours" jest metaforą obopólnego orgazmu. "Dirrty", nagrany z raperem Redmanem na featuringu, ma postawić Aguilerę w świetle "brudnej", niegrzecznej dziewczyny. Podczas gdy "Get Mine, Get Yours" to piosenka stricte rhythm and bluesowa, "Dirrty" jest utworem z pogranicza R&B i dance-popu, o popowo-hiphopowej stylistyce, wzbogaconym o brzmienia typowe dla muzyki elektronicznej. Piosenka #17, "Stripped Pt. 2", to 45-sekundowe interludium. Trzy ostatnie kompozycje z albumu Stripped cechują się balladyczną formą oraz ponadprzeciętną długością trwania (wszystkie trwają powyżej pięciu minut). "The Voice Within" miesza ze sobą pop, soul, muzykę adult contemporary oraz elementy gospelu. Tekst piosenki zaleca podążanie za głosem serca. Zdaniem Aguilery, nagranie traktuje o "nauce liczenia na własne siły oraz znajdywaniu prawdy w głębi siebie". W zagranym na instrumentach strunowych utworze "I’m OK" Aguilera wspomina ciężkie dzieciństwo spędzone u boku agresywnego ojca oraz stosowanie przez niego przemocy domowej. Kompozycja finałowa, "Keep on Singin' My Song" − spokojna ballada o radości śpiewania i poczuciu siły − pomimo popowej aranżacji, posługuje się także elementami dźwiękowymi typowymi dla muzyki drum and bass.

## Wydanie i promocja
Pół roku po wydaniu płyty, Christina Aguilera zdecydowała się na trasę koncertową, która miała się odbyć z Justinem Timberlake'm. Oboje chcieli promować swoje solowe albumy trasą, więc podjęli się tego projektu. Po zakończeniu trasy Stripped & Justified Tour 2003 po Ameryce Północnej, piosenkarka zdecydowała się na indywidualne tournée Stripped World Tour; obejmowało ono występy na większości światowych kontynentów.
W 2003 roku wydano książkę Stripped Tour Book, w której znalazły się między innymi fotografie wykonane podczas trasy. Za projekt wydawnictwa odpowiadało przedsiębiorstwo Capisce Design. W marcu 2003 spekulowano na temat powstania albumu remiksowego o tytule Stripped: Da Remixes Pt. 1, który nigdy jednak nie ujrzał światła dziennego. Singlem promującym wydawnictwo miała zostać piosenka „Impossible” w nowej aranżacji.

## Przyjęcie

Logo albumu.

### Opinie
Pod koniec 2002, w corocznym rankingu o nazwie "Pazz & Jop", dziennikarze magazynu The Village Voice wskazali Stripped jako jeden z najlepszych albumów muzycznych minionego roku. Płyta jest chwalona i polecana przez Roberta Dimery’ego w jego książce 1001 albumów, które musisz usłyszeć przed śmiercią. W lipcu 2016 roku każdy z członków brytyjskiej organizacji Official Charts Company (OCC) wyłonił swój "ulubiony album wszech czasów". Rob Copsey, redaktor naczelny witryny OfficialCharts.com, za swoją ulubioną płytę podał Stripped, argumentując: "W trakcie lat dziewięćdziesiątych i dwutysięcznych większość albumów popowych zawierała jeden lub dwa zabójcze hity oraz masę nagrań na siłę wypełniających całość. W moich oczach Stripped Christiny Aguilery zmienił tę tendencję. To była inna płyta; popowa, lecz skomplikowana. Złożyły się na nią dwadzieścia utwory, (...) piosenki o feminizmie, seksie, szacunku do siebie samego, łżywych związkach." Sześć pierwszych kompozycji z albumu Copsey uznał za "popową perfekcję".
W 2016 roku, z perspektywy lat dziennikarz muzyczny Sebastian Mucha (popheart.pl) uznał, że Stripped jest jednym z najlepszych albumów popowych w historii muzyki.

### Sprzedaż
Album sprzedał się w nakładzie trzynastu milionów trzystu tysięcy egzemplarzy na całym świecie. W 2011 znalazł się na pozycji #232 w notowaniu trzystu najlepiej sprzedających się płyt wszech czasów. Stripped to także szesnaste najlepiej sprzedające się wydawnictwo muzyczne na świecie w 2003 roku oraz trzecie w Wielkiej Brytanii.
Album był numerem jeden między innymi w Argentynie. Wszedł też na oficjalną listę sprzedaży albumów w Czechach.

## Single
Na pierwszy singel wybrano utwór "Dirrty", opublikowany w połowie września 2002. Zdobył on rozgłos dzięki bardzo odważnemu, kontrowersyjnemu teledyskowi, który po części został ocenzurowany. "Dirrty" osiągnęło spory sukces komercyjny na całym świecie, przede wszystkim w Europie i Azji. W rodzimych Stanach Zjednoczonych sprzedaż singla − w porównaniu z poprzednimi singlami Aguilery − okazała się słaba i utwór uplasował się na 48. pozycji notowania Billboard Hot 100.
Kolejnymi singlami z albumu Stripped zostały:
- "Beautiful" (wydany w grudniu 2002),
- "Fighter" (wyd. marzec 2003),
- "Can’t Hold Us Down" (wyd. sierpień 2003),
- "The Voice Within" (wyd. grudzień 2003).

Każda z czterech piosenek cieszyła się dużą popularnością na większości kontynentów, głównie w Europie, gdzie promocja krążka Aguilery przynosiła najbardziej wydajne wyniki. Za największy przebój z tego okresu uchodzi jednak ballada "Beautiful", która objęła pozycje #1 na kilkudziesięciu oficjalnych listach przebojów dookoła świata.
Ponadto, pod koniec 2003 utwór "Infatuation" opublikowany został w Hiszpanii, Indonezji, Ameryce i Afryce Południowej jako singel promocyjny.

## Spuścizna
Stripped zainspirował Demi Lovato do nagrania albumu Tell Me You Love Me (2017), a Selenę Gomez do stworzenia Revival (2015).
Wiosną 2016 roku pochodzące z albumu nagranie, "Soar", znalazło się na playliście sporządzonej przez kandydującą na stanowisko prezydenckie byłą sekretarz stanu USA Hillary Clinton. Za pośrednictwem serwisu Spotify Clinton skompilowała playlistę trzydziestu utworów muzycznych; wykonawcą każdej z piosenek został artysta mocno zaangażowany w działalność społeczną. 6 czerwca 2016 odbył się koncert zorganizowany przez komitet Hillary Victory Fund. Wzięli w nim udział wspierani przez Hilton piosenkarze.

## Nagrody i wyróżnienia
| Rok  | Ceremonia                         | Nagroda              | Rezultat           |
| ---- | --------------------------------- | -------------------- | ------------------ |
| 2003 | Pop Dirt Awards                   | najlepszy album roku | Wygrana (III m-ce) |
| 2004 | Groovevolt Music & Fashion Awards | najlepszy album roku | Wygrana            |

## Lista utworów
1. "Stripped Intro" – 1:39
2. "Can’t Hold Us Down" (gościnnie Lil’ Kim) (Christina Aguilera, Scott Storch, Matt Morris) – 4:15
3. "Walk Away" (Christina Aguilera, Scott Storch, Matt Morris) – 5:47
4. "Fighter" (Christina Aguilera, Scott Storch) – 4:05
5. "Primer Amor Interlude" – 0:53
6. "Infatuation" (Christina Aguilera, Scott Storch, Matt Morris) – 4:17
7. "Loves Embrace Interlude" – 0:47
8. "Loving Me 4 Me" (Christina Aguilera, Scott Storch, Matt Morris) – 4:36
9. "Impossible" (Alicia Keys) – 4:14
10. "Underappreciated" (Christina Aguilera, Scott Storch, Matt Morris) – 4:00
11. "Beautiful" (Linda Perry) – 3:58
12. "Make Over" (Christina Aguilera, Linda Perry) – 4:12
13. "Cruz" (Christina Aguilera, Linda Perry) – 3:49
14. "Soar" (Christina Aguilera, Rob Hoffman, Heather Holley) – 4:45
15. "Get Mine, Get Yours" (Christina Aguilera, Steve Morales, Balewa Muhammad, David Siegel) – 3:44
16. "Dirrty" (gościnnie Redman) (Christina Aguilera, Dana Stinson, Balewa Muhammad, Reggie Noble, Jasper Cameron) – 4:58
17. "Stripped Pt. 2" – 0:45
18. "The Voice Within" (Christina Aguilera, Glen Ballard) – 5:04
19. "I’m OK" (Christina Aguilera, Linda Perry) – 5:18
20. "Keep on Singin' My Song" (Christina Aguilera, Scott Storch) – 6:29

## Pozycje na listach przebojów
| Lista (2002/2003/2004)              | Wydawca                            | Najwyższa pozycja | Certyfikaty | Sprzedaż   |
| ----------------------------------- | ---------------------------------- | ----------------- | ----------- | ---------- |
| Argentinian Album Chart             | CAPIF                              | 1                 | 1x złoto    | 20 000     |
| Australian ARIA Top 100 Albums      | ARIA                               | 7                 | 4x platyna  | 280 000+   |
| Australian ARIA Top 40 Urban Albums | ARIA                               | 1                 | ~II~        | ~II~       |
| Austrian Top 75 Albums              | IFPI                               | 10                | 1x złoto    | 15 000     |
| Belgian Top 50 Albums               | IFPI                               | 7                 | 1x złoto    | 30 000     |
| Brazilian Top 100 Albums            | ABPD                               | ?                 | 1x złoto    | 50 000     |
| Canadian Top 50 Albums              | CRIA                               | 3                 | 4x platyna  | 400 000    |
| Danish Top 40 Albums                | IFPI                               | 5                 | 1x platyna  | 40 000     |
| Dutch Top 100 Albums                | NVPI                               | 3                 | 1x platyna  | 80 000     |
| European Albums Chart               | Music & Media                      | 3                 |             |            |
| French Top 150 Albums               | SNEP                               | 49                | 1x złoto    | 100 000    |
| German Top 100 Albums               | IFPI                               | 6                 | 2x platyna  | 500 000    |
| Greek Top 50 International Albums   | IFPI                               | 10                | −           | −          |
| Hungarian Top 50 Albums             | MAHASZ                             | 39                | 1x platyna  | 15 000     |
| Icelandic Albums Chart              | Tonlist                            | 14                |             |            |
| Italian Top 50 Albums               | FIMI                               | 16                | 1x złoto    | 67 000     |
| Norwegian Top 50 Albums             | IFPI                               | 10                | 1x złoto    | 35 000     |
| New Zealand RIANZ Top 50 Albums     | RIANZ                              | 5                 | 3x platyna  | 30 000     |
| Russian Albums Chart                | 2M                                 | ?                 | 4x platyna  | 80 000     |
| Spanish Top 50 Albums               | AFYVE                              | 14                | 1x złoto    | 50 000     |
| Swedish Top 60 Albums               | IFPI                               | 13                | 1 platyna   | 60 000     |
| Swiss Top 100 Albums                | IFPI                               | 9                 | 1x platyna  | 40 000     |
| U.S. Billboard 200                  | RIAA                               | 2                 | 4x platyna  | 4 000 000+ |
| U.S. Billboard Top Internet Albums  | RIAA                               | 12                | ~II~        | ~II~       |
| UK Top 75 Albums                    | BPI/The Official UK Charts Company | 2                 | 6x platyna  | 1 900 000  |

## Sprzedaż i certyfikaty

### Streaming
| Kraj            | Wydawca | Sprzedaż                                    |
| --------------- | ------- | ------------------------------------------- |
| Wielka Brytania | BPI     | 500,000,000+ (Spotify; stan na czerw. 2020) |